# Ludovic Morin
Ludovic Morin (Saint-Brieuc, 25 d'agost de 1873 - Cancale, 4 de setembre de 1930) va ser un ciclista francès que es dedicà al ciclisme en pista. Va guanyar tres cops el Gran Premi de París.

## Palmarès
- 1893
  - 1r al Gran Premi d'Angers
- 1895
  - 1r al Gran Premi de París de velocitat
- 1896
  - 1r al Gran Premi de París de velocitat
  - 1r al Gran Premi de Roubaix
- 1897
  - 1r al Gran Premi de París de velocitat
  - 1r al Gran Premi de l'UVF
- 1898
  -  Campió de França de velocitat
  - 1r al Gran Premi de l'Espérance
  - 1r al Gran Premi d'Anvers